# Serratoppia intermedia
Serratoppia intermedia är en kvalsterart som beskrevs av Subías och Rodríguez 1988. Serratoppia intermedia ingår i släktet Serratoppia och familjen Oppiidae. Inga underarter finns listade i Catalogue of Life.